# Enrico IV d'Inghilterra
Enrico di Bolingbroke (in inglese Henry (of) Bolingbroke: pron. /ˈbɒlɪŋˌbrʊk/; Bolingbroke, 3 aprile 1367 – Westminster, 20 marzo 1413) è stato re d'Inghilterra dal 1399 fino alla sua morte.

## Origine
Figlio quartogenito del duca di Lancaster e futuro duca d'Aquitania, Giovanni e di Bianca di Lancaster, figlia di Enrico Plantageneto e di Isabella di Beaumont.

## Biografia

### Gli anni giovanili
Enrico nacque nel Castello di Bolingbroke nel Lincolnshire, da qui il nome con cui è conosciuto, "Enrico di Bolingbroke". Suo padre, Giovanni fu il maschio quartogenito ma il più anziano dei figli sopravvissuti del re Edoardo III d'Inghilterra, e acquisì una posizione di considerevole influenza durante la gran parte del regno di Riccardo II. Enrico, tuttavia, ebbe un rapporto abbastanza equivoco con il suo coetaneo Riccardo: erano primi cugini e compagni d'infanzia, e furono ammessi insieme all'Ordine della Giarrettiera nel 1377, ma Enrico partecipò alla ribellione dei Lords Appellanti, guidati da Thomas de Beauchamp, XII conte di Warwick, Richard FitzAlan, XI conte di Arundel, e suo zio, Tommaso Plantageneto, I duca di Gloucester contro il re nel 1387.
Nel 1390 Enrico, con trecento cavalieri si recò nelle regioni baltiche e si unì ai cavalieri dell'Ordine teutonico, nell'assedio di Vilnius. Ritornò in Inghilterra con alcuni prigionieri di nobili origini. Nel 1392 ritornò a combattere con i cavalieri teutonici nella crociata contro i prussiani e nelle crociate del Nord. Poi, alla fine di quello stesso anno, si recò in Terra santa, dove a Gerusalemme confermò la sua fama di guerriero e di condottiero, e, alla fine del 1393, rientrò in Inghilterra.

### Crisi del 1398-1399 e usurpazione del trono
Dopo avere ripristinato il suo potere Riccardo non punì Enrico (molti degli altri baroni ribelli furono giustiziati o esiliati), e, nel 1397, elevò Enrico, già conte di Derby a duca di Hereford. Il rapporto tra Enrico e il re raggiunse una seconda crisi nel 1398, quando Riccardo bandì Enrico dal regno per dieci anni - con l'approvazione di Giovanni - per evitare una faida sanguinosa tra Enrico e Thomas de Mowbray, I duca di Norfolk (che fu esiliato a vita).
Ma quando Giovanni morì il 3 febbraio 1399, nel castello di Leicester, si aprì la crisi che portò alla destituzione di Riccardo II. Riccardo infatti annullò i documenti giuridici che avrebbero concesso automaticamente a Enrico l'eredità paterna delle terre e dei titoli dei Lancaster. Anzi Riccardo si appropriò dell'eredità ed Enrico avrebbe dovuto richiedere le stesse terre a Riccardo. Dopo una certa esitazione, Enrico, ritenendo di non potere più rispettare l'autorità di Riccardo, incontrò l'esiliato Thomas FitzAlan, XII conte di Arundel, nuovo conte di Arundel dopo la morte del fratello, ex (e futuro) Arcivescovo di Canterbury, che aveva perso la sua posizione a causa della sua partecipazione alla ribellione con i Lord Appellanti. Enrico e Arundel ritornarono in Inghilterra mentre Riccardo era in campagna militare in Irlanda. Durante l'assenza del re, Bolingbroke, abbastanza benvoluto, fu incitato a impossessarsi della corona. Con Arundel come suo consigliere, allora Enrico di Bolingbroke iniziò una campagna militare, confiscando le terre a coloro che gli si opponevano e ordinando ai suoi soldati di distruggere gran parte del Cheshire.

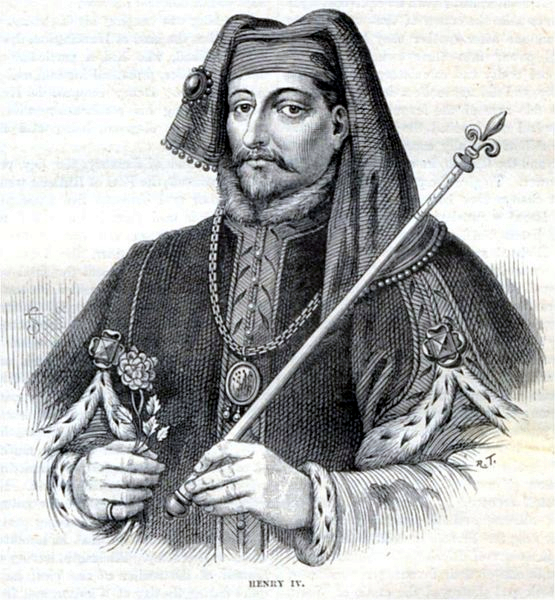
Enrico IV d'Inghilterra

Riccardo sbarcò nel Galles e si diresse a Chester dove era giunto anche Bolingbroke, il 9 agosto 1399. Riccardo fu catturato al castello di Conway in Galles e portato a Chester, dove il 19 fu convocato il parlamento per il 30 settembre. Riccardo tentò la fuga ma fu catturato e condotto a Londra, dove la folla lo bersagliò di rifiuti. Riccardo fu custodito nella Torre di Londra e alla fine fu costretto ad abdicare. Su sua richiesta, fu portato davanti al parlamento, dove ufficialmente rinunciò alla corona e fu oggetto di 33 capi di accusa (incluse le sentenze di vendetta emesse contro i Lord).
Non gli fu permesso di rispondere alle accuse. Il parlamento accettò quindi Enrico Bolingbroke (Enrico IV). Enrico Bolingbroke aveva reclamato il trono per discendenza, per diritto di conquista e per elezione, fu un usurpatore, nei confronti di Riccardo II, prima e poi, scavalcando Edmondo Mortimer, quinto conte di March, allora di sette anni, che lo precedeva nel diritto di successione. Questa usurpazione portò in seguito, dopo circa cinquant'anni, alla guerra delle due rose.
Riccardo, condannato a prigione a vita, fu detenuto nel castello di Pontefract e probabilmente ivi assassinato, dopo che a gennaio alcuni suoi partigiani avevano tentato una ribellione, o fatto morire di fame nel 1400. Morì intorno al 17 febbraio.

### Re d'Inghilterra

Stemma del re Enrico IV usato fino al 1411 circa
Stemma utilizzato a partire dal 1411 circa dal re Enrico IV e re Enrico V

L'incoronazione di Enrico, il 13 ottobre 1399, fu di notevole importanza perché fatta per la prima volta in lingua inglese dalla Conquista normanna. Durante il primo anno di regno Enrico si consultò frequentemente con il parlamento, ma molte volte si trovava in disaccordo, soprattutto riguardo alla materia ecclesiastica. Su consiglio di Arundel, Enrico fu il primo re inglese che permise il rogo per gli eretici, in primo luogo per sopprimere il movimento dei Lollardi. Comunque, tra i fautori di Enrico, alcuni si sentirono non gratificati a sufficienza, per cui cominciarono ad appoggiare il giovane Edmondo Mortimer, V conte di March. Nel 1403 lo zio del conte di March, anch'egli di nome Edmondo Mortimer, si accordò con il cognato Henry Percy "Hotspur" e con il principe di Galles, Owain Glyndŵr, per detronizzare Enrico IV a favore del conte, ma fallirono e Percy morì in battaglia.
Nel 1405 un gruppo di nobili si ribellò a Enrico IV e riuscì a rapire il conte di March e suo fratello Ruggero che si trovavano a Windsor, per condurli nel Galles, nella contea di March, ma i due Mortimer furono ripresi a Cheltenham, prima di giungere in Galles. Comunque, l'opposizione venne sconfitta definitivamente e coloro che erano stati fatti prigionieri vennero processati e giustiziati.

### Rapporti con Francia, Scozia, Galles e Hansa
Pur continuando a considerarsi re di Francia Enrico IV non progettò mai un'invasione del continente, sia perché la sua salute malferma non lo spingeva a portare la guerra al regno di Francia e sia perché il suo impegno primario era rivolto alla politica interna, per mantenere la casata dei Lancaster sul trono d'Inghilterra, ma anche Carlo VI di Francia non aveva molta intenzione di riprendere la guerra, anche perché Enrico teneva prigioniera sua figlia, Isabella di Valois, la moglie di Riccardo II. Per questi motivi, nella guerra dei cent'anni, la tregua stipulata tra Riccardo II e Carlo VI resse per tutti i quattordici anni del regno di Enrico IV.
Nel 1400, dopo che gli scozzesi ebbero ripreso le incursioni, Enrico attaccò la Scozia, ma fu ignominiosamente fermato davanti a Edimburgo. Quando però gli scozzesi attaccarono, nel 1402, furono sconfitti e fermati a Homildon Hill. Le incursioni continuarono fino al 1406, quando il figlio ed erede di Roberto III di Scozia, Giacomo, fu catturato in mare mentre si recava in Francia.
Nel Galles invece vi furono rivolte antinglesi e le guarnigioni inglesi furono attaccate. La situazione rimase incerta per alcuni anni, fino a quando la flotta francese portò aiuto ai gallesi. La situazione si placò dopo il 1407.
Appena salito al trono Enrico confermò i privilegi ai mercanti della Lega anseatica; ma nonostante le buone intenzioni, come sotto il regno di Riccardo II, gli attacchi inglesi al naviglio anseatico, soprattutto prussiano, continuarono, per cui i mercanti inglesi furono espulsi da tutti i porti della Hansa, che inoltre boicottò i prodotti inglesi.
Ma a causa della richiesta del tessuto inglese sul continente il blocco dei prodotti inglesi non fu molto rigido e portò i responsabili della Hansa ad aprire trattative con Enrico che portò all'accordo del 1407 (gli accordi furono tre: uno con il gruppo prussiano, un secondo con il gruppo livone e il terzo con il resto della Hansa), che poneva termine al boicottaggio da una parte e agli attacchi al naviglio dall'altra. Una carestia nel 1409 convinse Enrico a concedere ulteriori privilegi ai mercanti anseatici in quanto l'Inghilterra dipendeva dal grano proveniente dal continente. Ma prima della fine del suo regno, approfittando delle divisioni all'interno della Hansa, Enrico poté non tenere conto degli accordi del 1407, il naviglio anseatico fu nuovamente attaccato dagli inglesi mentre il commercio inglese era notevolmente ripreso e la città di Danzica aveva concesso ai mercanti inglesi di avere una loro associazione autonoma in un porto anseatico.

### Declino e morte di Enrico IV

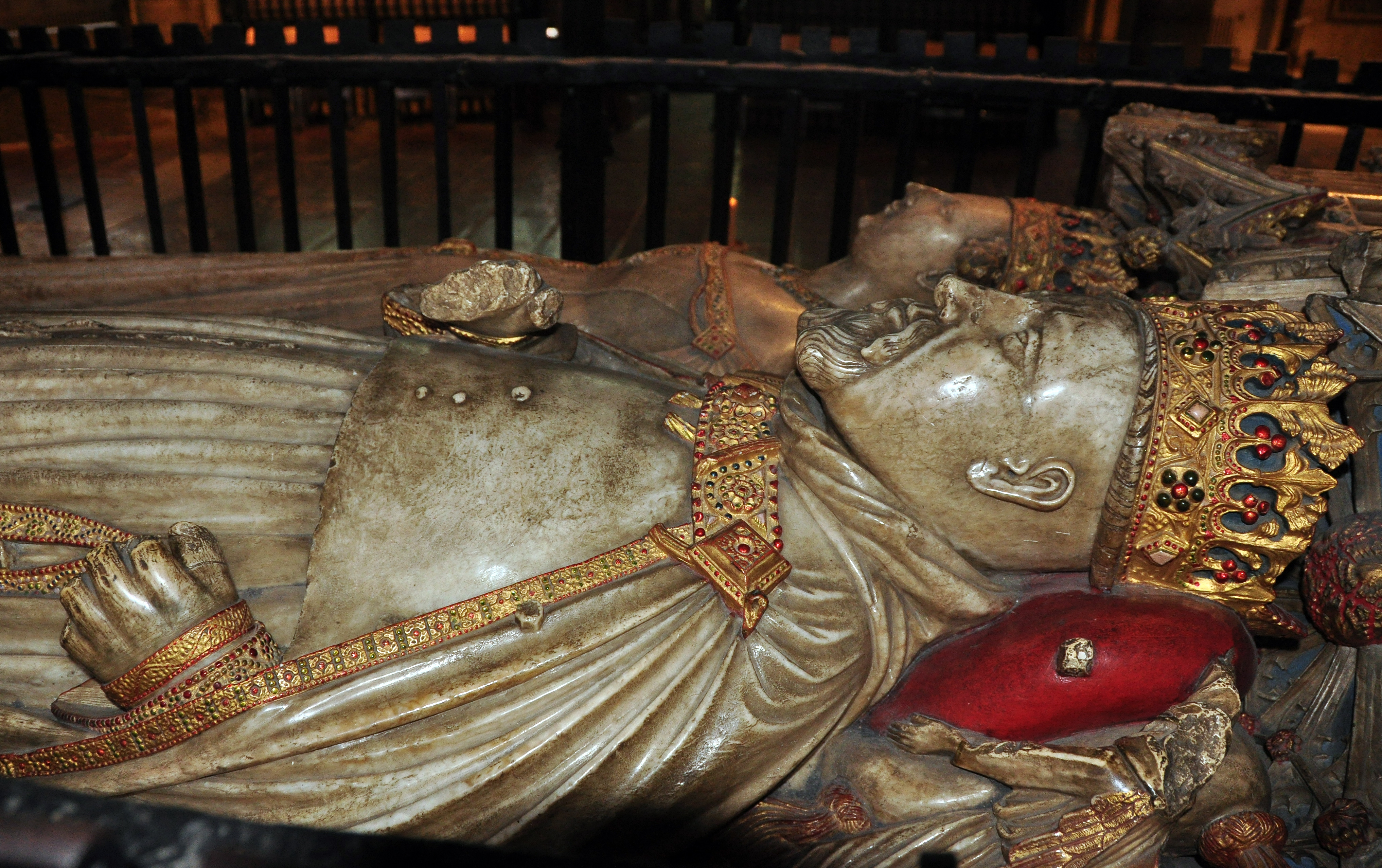
Effigie funeraria di Enrico IV

Negli ultimi due anni di vita la salute di Enrico continuava a peggiorare e si produsse una frattura con il figlio, il principe di Galles Enrico di Monmouth, che si ribellò apertamente, anche perché non condivideva la politica del padre nei confronti della Francia. Ma il 23 settembre 1412 Enrico di Monmouth arrivò a Londra con un numeroso seguito, ma si presentò da solo di fronte al re, che lo abbracciò e lo perdonò. Il futuro Enrico V fu giudicato e pienamente assolto. Enrico IV morì a Westminster il 20 marzo 1413. Enrico fu inumato nella Cattedrale di Canterbury, nel Kent.

## Matrimoni e figli
Nel 1381 a Rochford Hall, Essex, Enrico sposò Maria di Bohun figlia di Humphrey di Bohun, VII conte di Hereford e di Giovanna Fitzalan. Maria a Enrico diede sei figli:
- Enrico V d'Inghilterra (1386-1422), I duca di Lancaster (1387–1422) terza creazione (1399), dal 1413 Enrico V;
- Tommaso Plantageneto, I duca di Clarence (1388-1421);
- Giovanni Plantageneto, I duca di Bedford (1389-1435);
- Umfredo Plantageneto, duca di Gloucester (1390-1447);
- Bianca di Lancaster, Elettrice Palatina (1392-1409);
- Filippa di Lancaster, regina di Danimarca, Norvegia e Svezia (1394-1430).

Il 7 gennaio 1403 Enrico sposò Giovanna di Navarra, figlia di Carlo II di Navarra, re di Navarra, e di Giovanna di Francia, da cui non ebbe figli.
Il dramma storico Enrico IV di William Shakespeare è incentrato sulle figure del re Enrico IV, di suo figlio il principe Enrico di Galles (il futuro Enrico V), e del godereccio e istrionico Falstaff, il "prediletto della Luna".

## Ascendenza
|                                            |                                             |                                            | Genitori               |  |  | Nonni |  |  | Bisnonni                 |  |  | Trisnonni               |  |
|                                            |                                             |                                            |                        |  |  |       |  |  | Edoardo II d'Inghilterra |  |  | Edoardo I d'Inghilterra |  |
|                                            |                                             |                                            |                        |  |  |       |  |  | Edoardo II d'Inghilterra |  |  | Edoardo I d'Inghilterra |  |
|                                            |                                             | Eleonora di Castiglia                      |                        |  |  |       |  |  | Edoardo II d'Inghilterra |  |  |                         |  |
| Edoardo III d'Inghilterra                  |                                             |                                            |                        |  |  |       |  |  | Edoardo II d'Inghilterra |  |  |                         |  |
|                                            |                                             | Isabella di Francia                        | Filippo IV di Francia  |  |  |       |  |  |                          |  |  |                         |  |
|                                            |                                             | Isabella di Francia                        | Filippo IV di Francia  |  |  |       |  |  |                          |  |  |                         |  |
|                                            |                                             | Isabella di Francia                        | Giovanna I di Navarra  |  |  |       |  |  |                          |  |  |                         |  |
| Giovanni Plantageneto, I duca di Lancaster |                                             | Isabella di Francia                        |                        |  |  |       |  |  |                          |  |  |                         |  |
|                                            |                                             | Guglielmo I di Hainaut                     | Giovanni I di Hainaut  |  |  |       |  |  |                          |  |  |                         |  |
|                                            |                                             | Guglielmo I di Hainaut                     | Giovanni I di Hainaut  |  |  |       |  |  |                          |  |  |                         |  |
|                                            |                                             | Guglielmo I di Hainaut                     | Filippa di Lussemburgo |  |  |       |  |  |                          |  |  |                         |  |
| Filippa di Hainaut                         |                                             | Guglielmo I di Hainaut                     |                        |  |  |       |  |  |                          |  |  |                         |  |
|                                            |                                             | Giovanna di Valois                         | Carlo di Valois        |  |  |       |  |  |                          |  |  |                         |  |
|                                            |                                             | Giovanna di Valois                         | Carlo di Valois        |  |  |       |  |  |                          |  |  |                         |  |
|                                            |                                             | Giovanna di Valois                         | Margherita d'Angiò     |  |  |       |  |  |                          |  |  |                         |  |
| Enrico IV d'Inghilterra                    |                                             | Giovanna di Valois                         |                        |  |  |       |  |  |                          |  |  |                         |  |
|                                            | Enrico Plantageneto, III conte di Lancaster | Edmondo Plantageneto, I conte di Lancaster |                        |  |  |       |  |  |                          |  |  |                         |  |
|                                            | Enrico Plantageneto, III conte di Lancaster | Edmondo Plantageneto, I conte di Lancaster |                        |  |  |       |  |  |                          |  |  |                         |  |
|                                            | Enrico Plantageneto, III conte di Lancaster | Bianca d'Artois                            |                        |  |  |       |  |  |                          |  |  |                         |  |
| Enrico Plantageneto, I duca di Lancaster   | Enrico Plantageneto, III conte di Lancaster |                                            |                        |  |  |       |  |  |                          |  |  |                         |  |
|                                            |                                             | Maud Chaworth                              | Patrick de Chaworth    |  |  |       |  |  |                          |  |  |                         |  |
|                                            |                                             | Maud Chaworth                              | Patrick de Chaworth    |  |  |       |  |  |                          |  |  |                         |  |
|                                            |                                             | Maud Chaworth                              | Isabella di Beauchamp  |  |  |       |  |  |                          |  |  |                         |  |
| Bianca di Lancaster                        |                                             | Maud Chaworth                              |                        |  |  |       |  |  |                          |  |  |                         |  |
|                                            |                                             | Enrico di Beaumont                         | Luigi di Brienne       |  |  |       |  |  |                          |  |  |                         |  |
|                                            |                                             | Enrico di Beaumont                         | Luigi di Brienne       |  |  |       |  |  |                          |  |  |                         |  |
|                                            |                                             | Enrico di Beaumont                         | Agnese di Beaumont     |  |  |       |  |  |                          |  |  |                         |  |
| Isabella di Beaumont                       |                                             | Enrico di Beaumont                         |                        |  |  |       |  |  |                          |  |  |                         |  |
|                                            |                                             | Alice Comyn                                | Alexander Comyn        |  |  |       |  |  |                          |  |  |                         |  |
|                                            |                                             | Alice Comyn                                | Alexander Comyn        |  |  |       |  |  |                          |  |  |                         |  |
|                                            |                                             | Alice Comyn                                | Joan Latimor           |  |  |       |  |  |                          |  |  |                         |  |
|                                            |                                             | Alice Comyn                                |                        |  |  |       |  |  |                          |  |  |                         |  |